# مقاطعة أثينز (أوهايو)
مقاطعة أثينز (بالإنجليزية: Athens County)‏ هي إحدى مقاطعات ولاية أوهايو في الولايات المتحدة الأمريكية.

## أعلام
- توماس جيفرسون وود